# 10-я гвардейская Уральско-Львовская танковая бригада
1. перенаправление 10-я гвардейская танковая дивизия